# التضمين البيني

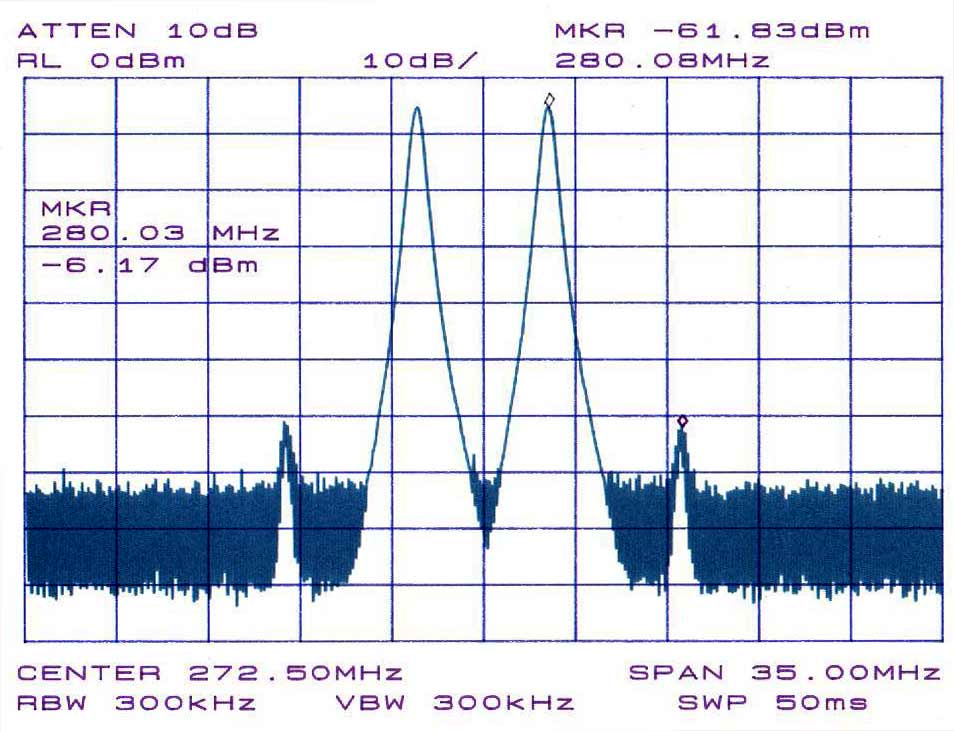
مخطط تردد طيفي يُظهر التشكيل البيني بين إشارتين محقونتين عند 270 - 275 ميجاهرتز عند (النتوءات الكبيرة). ويُظهر نتاج التشكيل البيني المرئية على أنها نتوءات صغيرة عند 280 و265 ميجاهرتز.

التضمين البيني للإشارة Intermodulation ويرمز له بـ (IM) أو التضمين البيني المشوه intermodulation distortion (IMD) هو تضمين سعوي للاشارات (Amplitude Modulation) والتي تحتوي على اثنين أو أكثر من الترددات المختلفة، والناجمة عن العلاقات الغير خطية في النظام. التضمين البيني بين تردد كل مكون في النظام سوف يشكل إشارات إضافية على ترددات التي ليست فقط في الترددات التوافقية harmonic frequencies أيضاً مثل التشوه التوافقي harmonic distortion، ولكن أيضا في مجموع وفرق الترددات في الترددات الأصلية وبمضاعفات تلك المجاميع والاختلافات في الترددات. التضمين السعوي للأشارات (Amplitude Modulation) هو نوع من أنواع التضمين للإشارة والذي يعتمد على الارتفاع العمودي للإشارة (سعة الإشارة). ويظهر التضمين البيني بسبب سلوك غير خطي لعملية معالجة الإشارات (المعدات المادية في النظام أو حتى الخوارزميات المستخدمة). ويمكن حساب النتائج النظرية لهذه العملية الغير خطية عن طريق تطبيق عملية سلسلة فولتيرا Volterra series على الخصائص، في حين يتم الحصول على التقريب المعتاد من هذه العملية الغير خطية عن طريق توليد سلسلة تايلور Taylor series.
```
وسلسلة فولتيرا، هي نموذج صمم من أجل احتساب سلوك العمليات الغير خطية ومشابه نموذج سلسة تايلور. وتختلف عن سلسلة تايلور هي قابليتها لالتقاط تأثير الذاكرة.
```

عمليا جميع المعدات السمعية لديها بعض السلوك اللاخطي، لذلك بشكل أو بأخر سوف يحمل قدرا من IMD، ولكن قد يكون منخفض بما فيه الكفاية ليكون غير محسوس من قبل البشر. نظرا لخصائص النظام السمعي البشري، ينظر إلى نفس النسبة المئوية للـ IMD أنها أكثر ازعاجا بالمقارنة مع نفس الكمية من التشوه التوافقي harmonic distortion. التضمين البيني هو أيضا نادرا ما يكون مرغوب فيه في البث الإذاعي، كما أنه يخلق انبعاثات زائفة غير مرغوب فيها، وغالبا في شكل موجات جانبية sidebands، والـ sidebands هو نطاق ترددات أعلى من أو أقل من التردد الناقل في البث الإذاعي وهذا يزيد من عرض النطاق الترددي المحجوز، مما يؤدي إلى التداخل في القناوات المجاورة، والتي يمكن أن تقلل من وضوح الصوت أو زيادة استخدام الطيف.